# Frankalmoin
Frankalmoin o frankalmoigne fue una de las formas de tenencia de tierras en la Inglaterra feudal. Su significado literal es "piedad/misericordia gratuita", del francés normando fraunch aumoyne, "limosna gratuita", del latín tardío eleemosyna, del griego ἐλεημοσύνη ("eleēmosynē"), "piedad, limosna", de ἐλεήμων ("eleēmōn") "misericordioso", de ἔλεος ("eleos"), "piedad". Por medio de ella, un cuerpo eclesiástico poseía tierras libres de servicio militar, como servicio de caballero u otro servicio secular o religioso, pero a veces a cambio del servicio religioso de decir oraciones y misas por el alma del otorgante. No solo no se debía el servicio secular, sino que en los siglos XII y XIII la jurisdicción sobre la tierra pertenecía a los tribunales eclesiásticos y, por lo tanto, era inmune a la jurisdicción real.
En derecho inglés, frankalmoign(e) también era denominado "tenencia en limosna gratuita". Los obsequios a instituciones religiosas en forma de limosna gratuita se definieron primero como obsequios a Dios, luego al santo patrón de la casa religiosa y finalmente a los religiosos que sirven a Dios en la casa específica.
El siguiente ejemplo es de una carta de William de Vernon, Quinto Conde de Devon (muerto en 1217), a la abadía de Quarr:

Hanc donationem praedictis monachis in puram et perpetuam eleemosinam liberam ab omni servitio in perpetuum possidendam confirmavi.

He confirmado esta donación a los mencionados monjes en pura y perpetua misericordia [limosna] libre de todo servicio en posesión perpetua.

Como deja en claro el ejemplo anterior, se trataba de una tenencia de propiedad absoluta, ya que se mantiene en posesión perpetua, lo que equivale a ser "hereditario" en términos seculares. Las casas religiosas que recibían limosnas gratuitas no podían reconocer a un señor secular. La donación de tierras u otros bienes entregados a Dios ya un santo patrón era irrenunciable, y la relación entre el otorgante y la casa religiosa era subsidiaria.
En el siglo XII se empezó a abusar de la institución. La tierra se podía donar a una organización eclesiástica y luego arrendarla al donante, lo que le permitía evitar los servicios feudales debidos a su señor. Los casos legales se volvieron tan complicados que a mediados del siglo XII se estableció la Assize de Utrum  para resolver reclamos.
La Tenencias de Thomas de Littleton, que quizás apareció alrededor de 1470 como una actualización de un tratado centenario anterior (las Antiguas Tenencias), que se dice que fueron escritas en tiempos de  Eduardo III, contiene una sección sobre Frankalmoin.

Y aquellos que poseen mediante franco-alineamiento están obligados de derecho ante Dios a hacer oraciones, oraciones, misas y otros servicios divinos, por las almas de su otorgante o feoffor, y por las almas de sus antepasados que están muertos, y por el prosperidad y buena vida y buena salud de sus herederos, que están vivos. Y, por tanto, no le harán lealtad a su señor ... porque, que este servicio divino es mejor para ellos delante de Dios, que cualquier acto de lealtad; y también porque estas palabras (frank-almoign) excluyen al señor de tener cualquier servicio terrenal o temporal, sino que sólo se le debe hacer servicio divino y espiritual, etc.

Edward Coke comentó sobre esto en la primera parte de sus Institutes of the Lawes of England, publicado en su Commentary upon Littleton, que completó aproximadamente un siglo y medio después de la primera aparición de su tema. Coke proporcionó casos y señaló cómo la práctica relacionada con el trabajo de Littleton había cambiado durante ese tiempo.
Frankalmoin era la tenencia por la cual la mayor parte de los monasterios y casas religiosas poseían sus tierras; estaba expresamente eximida de la Ley de Abolición de Tenencia de 1660, por la cual se abolieron las otras tenencias antiguas, y fue la tenencia por la cual el clero parroquial y muchas fundaciones eclesiásticas y eleemosynary mantuvieron sus tierras durante el siglo XIX.
Como forma de donación, el frankalmoin cayó en desuso porque ante cualquier enajenación de la tierra la tenencia se convertía en socage. Se hizo un intento aparente de abolir el frankalmoin en la Ley de administración de fincas de 1925; pero en cualquier caso no fueron posibles nuevas subvenciones en frankalmoin, salvo por la Corona, después de Quia Emptores en 1290.